# Дашдамиров, Афранд Фридун оглы
Афранд Фридун оглы Дашдамиров (12 марта 1942, Баку, Азербайджанская ССР, СССР — 7 апреля 2015, Баку, Азербайджан) — советский и азербайджанский философ, академик Национальной академии наук Азербайджана.

## Образование
Окончил исторический факультет Азербайджанского государственного университета имени С. М. Кирова. В 1968 году защитил кандидатскую, в 1977 году — докторскую диссертации, в 1973 году ему было присвоено учёное звание профессора.
Долгое время занимал должность заведующего кафедрой Бакинской высшей партийной школы, отделом интернационального воспитания и национальных отношений Института права и философии Академии наук Азербайджанской ССР. В 1980-е гг. являлся заведующим отделом агитации и пропаганды ЦК Компартии Азербайджана. Избирался депутатом Верховного Совета Азербайджанской ССР. После январских событий 1990 года ушел в отставку.
После возвращения к власти Гейдара Алиева в 1993 году встал к нему в оппозицию, а вскоре уехал из Баку в Москву. С 1991 года являлся профессором кафедры национальных и федеративных отношений Академии государственной службы при президенте России.
В 1998 году указом Президента РФ был принят в гражданство России.
В 2002 году он был избран вице-президентом Всероссийского конгресса азербайджанцев и был редактором газеты «Азербайджанский конгресс».
С 1991 года являлся профессором Российской академии государственной службы при президенте Российской Федерации. Проводил исследования в связи с разработкой социально-философской теории, связанной с формированием межнациональных теоретико-методологических проблем, этнополитических процессов в современном мире, проблем национальной принадлежности, этнической определенности, индивидуального патриотизма, интернационального воспитания и культуры в межнациональных отношениях. Занимался исследованием природы этнополитических напряжений и конфликтов на этнической и геополитической почве.